# Landser (Band)
Landser war eine deutsche Rechtsrock-Band aus Berlin und bis zu ihrer Auflösung im Jahr 2003 die bundesweit erfolgreichste sowie bekannteste Musikgruppe aus dem neonazistischen Milieu.
Die Liedtexte richteten sich unter anderem gegen Minderheiten in Deutschland und auch gegen zentrale Prinzipien des Rechtes der Bundesrepublik Deutschland. In den Liedern dieser ultranationalistischen sowie rassistischen Musikgruppe wird explizit zum Mord von politischen Gegnern (Schlagt sie tot!) und ethnischen Minderheiten (Kanacke verrecke!) aufgerufen. Aufgrund der Gefahr strafrechtlicher Verfolgung entschloss sich die Band frühzeitig aus der Illegalität heraus zu agieren. Die Band vermied außerdem aus diesem Grund öffentliche Auftritte und trat deshalb nur in kleinen Klubs auf. Die Tonträger wurden im Ausland produziert, wo es keine Strafvorschriften wie in der Bundesrepublik gab, und dann nach Deutschland geschmuggelt. Es bestanden Kontakte zum verbotenen rassistischen Musiknetzwerk Blood and Honour und Kadern der gewaltbereiten Neonaziszene.
Ermittlungen führten im Jahr 2001 schließlich zur Festnahme der Bandmitglieder. Sie wurden 2003 vom Berliner Kammergericht als erste Musikgruppe zur kriminellen Vereinigung erklärt und zu Freiheitsstrafen verurteilt; zudem wurde je hinsichtlich einer Geldsumme der Verfall angeordnet.
Im Jahre 2004 gründete Sänger Michael Regener mit Teilen der Gruppe Spreegeschwader den Landser-Nachfolger Die Lunikoff Verschwörung. In der Gruppe wurden einige ehemalige Landser-Lieder in leicht umgedichteter Form übernommen.

## Geschichte

### Vorgeschichte (1982–1991)
Im Jahr 1982 gründeten mehrere der zukünftigen Bandmitglieder, darunter der spätere Sänger und Texter Michael Regener, in Ost-Berlin (damals DDR) eine neonazistische Gruppierung namens Vandalen. Sie bezeichnete sich selbst als ariogermanische Kampfgemeinschaft und fühlte sich der nordischen Mythologie verbunden. Die Anzahl der Mitglieder schwankte und betrug zeitweise bis zu 15 Personen. Die Vandalen übernahmen bestimmte Merkmale der Rocker-Szene. So pflegten sie etwa ein entsprechendes äußeres Erscheinungsbild, und Mitgliedsanwärter (sogenannte Prospects) mussten zunächst eine einjährige Probezeit bestehen. Die Gruppierung besuchte gemeinsam Demonstrationen und Konzerte, weiterhin unterhielt sie Kontakte zu Gleichgesinnten wie etwa der NPD und dem Blood-and-Honour-Netzwerk.

### Gründungsphase der Band (1991–1992)
Die anfangs noch namenlose Band wurde laut Sören B., einem Gründungsmitglied und späteren Zeugen im Gerichtsverfahren, 1991 in Berlin gegründet. Sie war zunächst unpolitisch und stand nicht im Zusammenhang mit den Vandalen. Die Band spielte Punk- und Oi!-Musik sowie Coverversionen, dabei wurde sowohl Deutsch als auch Englisch gesungen. Der Proberaum wurde von einem Sozialarbeiter zur Verfügung gestellt und befand sich im Judith-Auer-Club in Berlin-Lichtenberg. Nach anfänglichen Schwierigkeiten und einer häufig wechselnden Besetzung etablierte sich 1992 eine feste Formation, die sich regelmäßig zum Üben einfand. Die Texte veränderten sich und enthielten mehr und mehr nationalistische Inhalte. Zu diesem Zeitpunkt bestand die Band aus Sören B. (Gesang), Andreas L. (Bassgitarre) und Horst S. (Schlagzeug). Im Club, in dem die Bandmitglieder probten, verkehrten auch Sympathisanten und Angehörige der rechtsextremen Szene, unter anderem war er Treffpunkt der Vandalen. Eines ihrer Mitglieder, der unter dem Spitznamen Lunikoff bekannte Regener, wurde auf die Band aufmerksam und trat ihr als Gitarrist bei. Er betätigte sich auch als Texter. Ab diesem Zeitpunkt waren die Liedtexte eindeutig nationalistisch geprägt. Auch wurde fortan, bis auf einige Ausnahmen, nur noch auf Deutsch gesungen. Besucher des Clubs, die den Probeaufnahmen beiwohnten, fertigten auf mitgebrachten Kassettenrecordern Mitschnitte an, die in Berlin und seiner Umgebung verbreitet wurden und der Band einen gewissen Bekanntheitsgrad in der rechtsextremen Szene verschafften.

### Umbenennung in Landser, erster öffentlicher Auftritt
Die Band nannte sich zunächst Endlösung (vgl. Endlösung der Judenfrage), änderte ihren Namen jedoch ein halbes Jahr später in Landser, in Anlehnung an eine Publikation über Soldaten im Zweiten Weltkrieg. Im September 1992 gab die Band, anlässlich der Geburtstagsfeier einer späteren Zeugin, ihr erstes und einziges öffentliches Konzert. Für dieses Konzert wurde innerhalb der Szene mit einigem Aufwand geworben, so wurden etwa Rundschreiben verschickt und T-Shirts mit dem Namen der Band angefertigt und verteilt. Das Konzert fand im Jugendclub Konradsberg in Hennigsdorf statt. Laut Zeugenaussagen fanden sich etwa 100 Besucher ein. Von dem Auftritt wurde ohne Zustimmung der Band eine Videoaufnahme angefertigt, worüber sich der damalige Schlagzeuger Horst S. verärgert zeigte. Die auf dem Konzert gespielten Lieder entsprachen überwiegend der später erschienenen Demo-Kassette Das Reich kommt wieder. In einem Artikel der szenenahen Zeitschrift Angriff Nr. 1 wurde hinterher über den Auftritt berichtet. Laut diesem Artikel wurde das Konzert von etwa 150 Zuschauern besucht, der Auftritt sei große Klasse und besser als alles bisher Gehörte gewesen.
Kurze Zeit später, laut Urteilsschrift im Herbst oder Winter 1992, wirkte die Band in einem Fernsehbeitrag des Westdeutschen Rundfunks mit. Der Bericht trug den Namen Prügeltunnel und war Teil der dreiteiligen WDR-Jugenddokumentation Angst–Macht–Gewalt. Die Bandmitglieder traten darin vermummt vor die Kamera und spielten mehrere Lieder, danach wurde ein Interview mit Regener eingespielt, der unter seinem Pseudonym Lunikoff auftrat. In diesem Interview kritisierte Regener unter anderem die Politik der Entnazifizierung. Den „alliierten jüdischen Umerziehern“ sei es über die Medien gelungen, das deutsche Volk in einen Versündigungswahn zu treiben. Regener brachte seine Abneigung gegenüber Juden und Ausländern zum Ausdruck, befürwortete die Einführung von Arbeitslagern für Kommunisten und die Wiedereinführung der Todesstrafe. Deutsche Politiker beschuldigte er, am Tod des deutschen Volkes zu arbeiten.

### DemokassetteDas Reich kommt wieder(1992)
Nachdem die Band durch das Konzert und die davon verteilten Mitschnitte erste Erfolge verzeichnen konnte, entschloss sie sich Ende 1992, einen ersten offiziellen Tonträger aufzunehmen. Regener fungierte dabei erstmals als Sänger, da der bisherige Sänger Sören B., der kurz zuvor wegen einer Straftat verhaftet worden war, nicht mehr zu den Proben erschien und daher aus der Band ausschied. Die Lieder wurden in einem Lokal in Berlin-Weißensee mit einfacher Studiotechnik auf Kassette aufgenommen. Die Kassette trug den Titel Das Reich kommt wieder und beinhaltete 18 Lieder. Offiziell galt sie lediglich als Demoaufnahme. Später erschien in geringer Auflage auch eine CD-Version unter dem veränderten Titel Berlin bleibt deutsch, beim Überspielen führte allerdings ein technischer Fehler dazu, dass die Lieder teilweise zu langsam und in der Tonhöhe verzerrt wiedergegeben wurden. Laut einigen Quellen handelt es sich bei der CD-Version um eine offizielle bzw. von der Band autorisierte Publikation, andere Quellen bezeichnen sie hingegen als Bootleg. Die Tonträger wurden damals noch mit unprofessionellen Mitteln vervielfältigt und anfangs nur im Freundeskreis der Band verteilt. Die Musikkassette wurde im November 1993 indiziert, die CD-Ausgabe im März 1997. 1993 wurde der Proberaum der Band von Berliner Antifaschisten niedergebrannt.

### Republik der Strolche(1995)
Der bisherige Bassist Andreas L. schied aus der Band aus, woraufhin ein Ersatz gesucht wurde. Die Wahl fiel auf ein Mitglied der Vandalen, den später mitangeklagten André M. Dieser konnte jedoch zunächst kein Instrument spielen und eignete sich die nötigen Fertigkeiten mittels einer geliehenen Bassgitarre und der Unterstützung der Bandmitglieder an. Da er keine Noten lesen konnte, notierte sich M. die Griffe mithilfe von Zahlencodes, die er auf Zetteln niederschrieb. Mit der Zeit verbesserten sich seine Fähigkeiten, so begleitete er die Band anfangs nur auf einer Saite der Bassgitarre, später auf zwei, ab dem Jahre 2000 dann auf allen vier Saiten. Mit Regener verband ihn eine langjährige Freundschaft. Er fuhr ihn zu den wöchentlichen Proben und holte dessen Post ab, die sich Regener an seine Mutter schicken ließ, um keinen Verdacht zu erregen.
Nach Ansicht des Gerichts änderte sich in dieser Zeit die Zielsetzung der Band. War es vorher nur die Produktion von Musik für die rechtsextreme Szene, so wollte sie unter dem Einfluss Regeners, der mittlerweile Kopf und alleiniger Texter von Landser war, mit den Liedtexten nun auch gezielt bisher unpolitische Menschen, vor allem Jugendliche, für rechtsextremes Gedankengut begeistern. Horst S., der Schlagzeuger der Band, versuchte hingegen, auf die Texte mäßigend Einfluss zu nehmen, da er glaubte, einige der strafrechtlich relevanten Inhalte nicht verantworten zu können. Da das Vorhaben der Band in Hinblick auf die strafrechtliche Brisanz der Texte gefährlich war, entschloss sie sich, nicht mehr öffentlich aufzutreten und die Probeorte häufig zu wechseln. Um keinen Verdacht zufällig mithörender Personen zu erregen, wurden die Texte bei den Proben teilweise nicht mehr auf Deutsch, sondern auf einer Art Behelfsenglisch gesungen. Diese Vorgehensweise wurde auch bei den Probeaufnahmen zu den folgenden Studioalben beibehalten. Trotz dieser Maßnahmen tauchten die Bandmitglieder selbst nicht in den Untergrund ab, sondern führten ihr bürgerliches Leben fort.
Das erste Studioalbum der Band, Republik der Strolche, wurde Ende 1995 aufgenommen. Horst S. gewann dafür einen befreundeten Musikproduzenten, der über gute Beziehungen zum Netzwerk Blood and Honour verfügte. Aufnahme, Produktion und Verbreitung erfolgten deutlich professioneller als noch bei der Demoaufnahme Das Reich kommt wieder. Wegen der strafrechtlichen Brisanz der Texte fand sich jedoch kein deutsches Tonstudio, um die Inhalte einzuspielen. Die Lieder wurden daher im schwedischen Helsingborg aufgenommen, wo derartige Texte legal waren und ein Mitglied des Blood-and-Honour-Netzwerkes ein Tonstudio zur Verfügung stellte. Die Band übernahm diese Vorgehensweise auch bei ihren späteren Alben. Die Pressung der CDs übernahmen Verantwortliche des Tonstudios. Die CDs gelangten dann per Versand oder über Kuriere nach Deutschland. Cover und Beiheft der CD wurden hingegen in Deutschland hergestellt. Die Band übermittelte Jens O., einem späteren Zeugen, handschriftliche Vorgaben zur Gestaltung, die dieser technisch umsetzte und über einen Mittelsmann in der Nähe von Hildesheim drucken ließ.
O. übernahm schließlich auch den Vertrieb der Tonträger innerhalb Deutschlands, der nach seinen Angaben etwa 10.000–13.000 Exemplare umfasste. Die erzielten Einnahmen sollten zwischen O. und den Bandmitgliedern aufgeteilt werden. Die Summe der Verkaufserlöse konnte das Gericht allerdings nicht sicher beziffern. Nach Angaben von O. leitete dieser etwa 24.000 DM an Horst S. weiter, als gesichert wurde angenommen, dass am Ende jedes Bandmitglied zwischen 2.000 und 3.000 DM aus den Verkaufserlösen erhielt.
Bei dem Versuch, 2000 der gepressten CDs von Schweden nach Deutschland einzuführen, wurde Horst S. im März 1996 zusammen mit zwei anderen Personen nach einem Hinweis des Bundesamtes für Verfassungsschutz festgenommen. Er befand sich zwei Wochen in Untersuchungshaft. S. verließ daraufhin sowohl die Band als auch die Vandalen. Sein Ausscheiden hatte nach Ansicht des Gerichts nicht nur mit der Verhaftung zu tun, sondern auch mit internen Differenzen zwischen ihm und Regener. So kritisierte S. etwa einzelne von Regener verfasste Textpassagen, die ihm zu brisant erschienen, zudem ärgerte er sich darüber, dass Regener Textilien mit dem Logo der Band entwarf und über Jens O. vertreiben ließ, ohne ihn an den Einnahmen zu beteiligen. S. wurde schließlich im Juli 1998 wegen Volksverhetzung zu einer Geldstrafe von 100 Tagessätzen verurteilt.
Im Verlauf der Ermittlungen kam auch Regener in Untersuchungshaft, den die Staatsanwaltschaft schon damals als Sänger und Kopf der Band ausgemacht hatte. Das Verfahren wurde allerdings eingestellt, da die Staatsanwaltschaft ihm keine Beteiligung bei Einfuhr und Vertrieb der CD nachweisen konnte und zudem der Ansicht war, die Aufnahme von in Deutschland strafbaren Texten im Ausland wäre straffrei.

### Deutsche Wut – Rock gegen Oben(1998)
Durch das Ausscheiden von Schlagzeuger Horst S. kamen die Aktivitäten der Band zunächst für einige Monate zum Erliegen. Ende 1996 kam es zum Kontakt mit dem später Mitangeklagten Christian W., einem Mitglied des Blood-and-Honour-Netzwerkes, der bereits vorher bei diversen Bands der rechtsextremen Szene als Gitarrist und Schlagzeuger gespielt hatte. Er hatte erfahren, dass die Band einen neuen Schlagzeuger suchte. Nach einer gemeinsamen Probe Anfang 1997 wurde W. in die Band aufgenommen. Mit Regener, Christian W. und André M. hatte die Band schließlich ihre endgültige Besetzung gefunden, die bis zum Gerichtsurteil im Dezember 2003 Bestand hatte.
Regener hatte in dieser Phase bereits zahlreiche neue Texte geschrieben. Der neu hinzugekommene W. fand einen Dachboden, auf dem die Band unbehelligt ihre Proben absolvieren konnte. Für die Aufnahme des neuen Albums nutzte Regener seine guten Kontakte in die USA und wählte als Produktionsort ein Tonstudio in Saint Paul, Minnesota. Im April 1998 flogen die Bandmitglieder zusammen mit einem späteren Zeugen dorthin und nahmen ihr neues Album mit dem Titel Deutsche Wut – Rock gegen Oben auf.
Die Produktion sollte von Jens O. übernommen werden, der bereits das erste Album Republik der Strolche vertrieben hatte. Dieser lehnte jedoch ab, da er wegen seiner Aktivitäten in der rechtsextremen Szene bereits Schwierigkeiten mit den Strafverfolgungsbehörden hatte, und übertrug die Produktion seinem Geschäftspartner B. Die Tonträger wurden in den USA gepresst und hatten eine Auflage von 10.000 Stück. Für die Verbreitung der Tonträger waren O. und B. zuständig. Nach den rechtlichen Schwierigkeiten bei der Verbreitung des ersten Albums wählten sie einen neuen Vertriebsweg. Die fertigen CDs wurden in kleinen Mengen von den USA in die Niederlande verschickt, wo sie von ausgesuchten Händlern, die den Kaufpreis im Voraus entrichten mussten, auf eigenes Risiko abgeholt wurden. Dadurch sollte vermieden werden, dass die CDs noch vor dem Verkauf vom deutschen Zoll beschlagnahmt wurden.
Cover und Beiheft sollten abermals in Deutschland gedruckt werden. Eine erste per E-Mail versandte Gestaltungsvorlage wurde jedoch vernichtet, da man eine behördliche Überwachung des Kommunikationsverkehrs befürchtete. Daraufhin musste ein neues Cover entworfen werden. Der anschließende Druck verlief nicht ohne Probleme. Dem Inhaber der beauftragten Druckerei kam das Beiheft suspekt vor, woraufhin er die Staatsanwaltschaft einschaltete. Infolgedessen wurden die Wohnorte von O. und B. durchsucht, dabei wurden jedoch keine strafrechtlich relevanten Beweise gefunden. O. und B. beendeten daraufhin ihre Zusammenarbeit mit der Band.
Obwohl sich auch die neue CD großer Beliebtheit erfreute, war der Verkaufserlös gering. Ein Grund dafür war, dass unter Umgehung des offiziellen Vertriebs bereits vor dem Verkaufsstart unerlaubt kopierte Kassetten mit den neuen Liedern im Umlauf waren.
Deutsche Wut – Rock gegen Oben wurde im August 2004 indiziert.

### Ran an den Feind(2000)
Einige Monate später nahm die Band ihre Probentätigkeit in einer ehemaligen Diskothek in Potsdam wieder auf. Ende 1999 mietete Christian W. bei zwei späteren Zeugen einen neuen Proberaum in einem Gebäude in Potsdam-Bornim an. Dort probte die Band ab Anfang 2000 regelmäßig. Bereits wenige Monate später waren die Proben soweit fortgeschritten, dass die neue CD mit dem Titel Ran an den Feind eingespielt werden konnte.
Nach der Trennung von O. und B. benötigte die Band einen neuen Produzenten. Christian W., der Schlagzeuger der Band, war mit dem späteren Zeugen und Inhaber eines Plattenlabels Jan We. befreundet, der sich nach einer Probenteilnahme mit der Produktion des neuen Albums einverstanden erklärte. Dabei wurde vereinbart, dass We. sämtliche bei der Herstellung der CD anfallenden Kosten übernehmen und jedem Bandmitglied noch vor dem Erscheinen der CD ein Honorar von 10.000 DM auszahlen sollte. Da We. nicht über genügend finanzielle Mittel verfügte, um diese Gelder vorzustrecken, lieh er sich Geld von einem Bekannten.
Mitte des Jahres 2000 vermittelte We. ein Aufnahmestudio in Birmingham (England) und besorgte Flugtickets für die Bandmitglieder. Kurz vor dem geplanten Aufnahmetermin, als die Band bereits in Birmingham angekommen war, musste der Aufnahmeort jedoch nach London verlegt werden. Die dort eingespielte Master-CD wurde von der Band nach Deutschland mitgenommen und zusammen mit einem Entwurf des Covers an We. übergeben. Dieser beauftragte wiederum den späteren Zeugen und V-Mann des Verfassungsschutzes Mirko H., der bereits mehrere Rechtsrock-CDs produziert hatte, mit dem Druck von Cover und Beiheft sowie der Herstellung der CDs. Dazu übergab er ihm die Entwürfe und die Master-CD, welche er zuvor in einem Erdloch auf einer Baustelle versteckt hatte. Zunächst wurden 5000 Exemplare hergestellt. Cover und Beiheft wurden in Polen gedruckt. Mit der Herstellung der Tonträger beauftragte We. eine deutsche Firma. Ihr gegenüber verschleierte er die strafrechtlich brisanten Inhalte der CD, da sie nicht in die rechtsextreme Szene involviert war. Die Firma gab den Auftrag an eine Produktionsfirma in Dänemark weiter. Von dort gelangten die fertigen Tonträger zurück an H., der die auf den CDs eingeprägten Nummern entfernte, um eine spätere Rückverfolgung zu verhindern.
Die CDs wurden von H. an mehrere Mittelsmänner verteilt und über eine Kette von Zwischenhändlern und Vertreibern verkauft. H. gab die Herstellung 3000 weiterer Exemplare in Auftrag, jedoch wurden die letzten 1000 davon nicht mehr ausgeliefert, als die strafrechtlich brisanten Inhalte bei einer Ausgangskontrolle des Presswerks auffielen.
Ran an den Feind wurde im März 2001 in die Liste der jugendgefährdenden Schriften aufgenommen.

### Best of Landser(2001)
Anfang Oktober 2000 traf sich Michael Regener mit dem besuchsweise in Deutschland befindlichen US-amerikanischen Staatsbürger Anthony P., der in Saint Paul (Minnesota) ein Label besaß, das rechtsextreme Musik produzierte und diese weltweit über das Internet vertrieb. Dabei besprachen sie, wie man die Landser-CDs in den USA verkaufen könne. P. hatte jedoch Bedenken hinsichtlich diverser Titel mit polenfeindlichen Inhalten auf den CDs, da US-amerikanische und kanadische Bürger polnischer Herkunft in bedeutender Zahl zu seinen Kunden zählten. Beide vereinbarten daher, unter dem Titel Best of Landser eine CD mit einer Zusammenstellung von für den Markt in den USA geeigneten Liedern der in der Vergangenheit erschienenen CDs der Gruppe Landser zu produzieren und über das Internet weltweit zu vertreiben.
Regener traf nach Absprache mit Christian W. und André M. eine Auswahl der Titel, entwickelte Vorstellungen für die Gestaltung des Covers sowie von Textilien mit werbenden Aufdrucken und vereinbarte mit P. das von diesem zu zahlende Honorar. Aufgrund der ihm übermittelten Materialien stellte P. daraufhin die CD mit insgesamt 21 Liedern her.
Bei der Covergestaltung sowie bei der Anfertigung der Textilien wich P. zum Ärger der Bandmitglieder von Regeners Vorgaben teilweise ab. Die CD wurde Ende März / Anfang April 2001 fertiggestellt und über das Internet weltweit, unter anderem auch in Deutschland, per Postversand vertrieben. Ab Juni 2001 erhielt Regener von P. per Post mehrere Briefe mit Bargeld als Honorar, insgesamt mindestens 2.100 DM. Dieses Geld wurde unter den Angeklagten gleichmäßig verteilt.
Best of Landser wurde Ende September 2005 indiziert.

### Aufnahme der Ermittlungen, Verhaftung und Gerichtsverfahren
Spätestens im Jahr 2000 nahm das Bundeskriminalamt ein Ermittlungsverfahren wegen Verdachts auf Bildung einer kriminellen Vereinigung gegen die Band auf und übertrug die Ermittlungen an das Landeskriminalamt Berlin. Im Jahr 2001 führten die Ermittlungen zur Verhaftung der bereits mehrfach vorbestraften Bandmitglieder Michael Regener, André M. und Christian W.; im September 2002 wurde Anklage gegen sie erhoben. Im Dezember 2003 verurteilte sie das Berliner Kammergericht wegen Bildung einer kriminellen Vereinigung in Tateinheit mit Verbreiten von Propagandamitteln verfassungswidriger Organisationen, Volksverhetzung, der öffentlichen Aufforderung zu Straftaten, der Billigung von Straftaten, der Verunglimpfung des Staates und seiner Symbole sowie der Beschimpfung von Bekenntnissen zu Freiheitsstrafen. Die Bandmitglieder hätten mit ihrer Musik zu Hass und Häme gegen Ausländer und Andersdenkende angestachelt, von ihnen sei eine Gefahr für die öffentliche Ordnung ausgegangen. Es war das erste Mal, dass Mitglieder einer Musikgruppe als kriminelle Vereinigung verurteilt wurden.
Nach Zeugenaussagen und Ermittlungen des Gerichts war Regener als Texter und Sänger der Kopf der Band und damit Rädelsführer und Hauptschuldiger. Er habe aus tiefer nationalsozialistischer Überzeugung gehandelt und besonders Jugendliche für rechtsextremes Gedankengut begeistern wollen. Das Gericht attestierte Regener im Hinblick auf die von ihm geschriebenen Liedtexte geschichtliches Wissen, Ideenreichtum, feinsinnige Ironie, Sprachwitz und eine ausgefallene Wortwahl.
Regener wurde zu einer Freiheitsstrafe von drei Jahren und vier Monaten verurteilt, Bassist André M. zu einem Jahr und neun Monaten und Schlagzeuger Christian W. – unter Einbeziehung eines früheren Urteils – zu einem Jahr und zehn Monaten. Zusätzlich wurden hinsichtlich aller Bandmitglieder jeweils der Verfall einer mittleren vierstelligen Summe angeordnet. Die Freiheitsstrafen von André M. und Christian W. wurden allerdings zur Bewährung ausgesetzt. Begründet wurde dies mit Besserungsabsichten, Reuebekundungen und einer günstigen Sozialprognose, so gaben beide an, aus der rechtsextremen Szene aussteigen zu wollen.
Da André M. und Christian W. im Prozess umfangreich gegen Regener aussagten, zerstritten sich die Bandmitglieder. Regener, der jede Kooperation mit der Justiz verweigerte, kommentierte dies später mit den Worten: „Die Freiheit teuer erkauft – um den Preis der Ehre“. Seine Standhaftigkeit brachte ihm weiteren Respekt innerhalb der Szene ein.
Nach dem Urteil war Regener zunächst wieder auf freiem Fuß, da er gegen das Urteil Revision einlegte und seine Haftstrafe vorerst nicht rechtskräftig war. Im März 2005 bestätigte jedoch der Bundesgerichtshof in Karlsruhe ganz überwiegend das Urteil gegen ihn. Lediglich die Verurteilung wegen öffentlicher Aufforderung zu Straftaten entfiel, Freiheitsstrafe und verfallenes Geld blieben gleich. Nach seinem Haftantritt demonstrierten Sympathisanten vor der Justizvollzugsanstalt Tegel für seine Freilassung. Im Jahre 2004 gründete Regener eine neue Band mit Personen aus dem Umfeld der Rechtsrock-Band Spreegeschwader namens Die Lunikoff Verschwörung.
Das Verfahren gegen die Band spielte auch bei den Ermittlungen im Strafverfahren zur rechtsextremen Terrorgruppe Nationalsozialistischer Untergrund (NSU) eine Rolle, das nach deren Selbstenttarnung im November 2011 eingeleitet wurde. Viele NSU-Unterstützer waren bei den Ermittlungen gegen Landser überwacht worden, darunter der Musikvertreiber Jan Werner und Thomas Starke, die beide zum engen Umfeld des NSU-Trios (Uwe Mundlos, Uwe Böhnhardt, Beate Zschäpe) in Chemnitz gehörten. Starke war ab 2000 V-Person des gegen Landser ermittelnden Berliner Landeskriminalamts; weitere Szenemitglieder, die teilweise an der Produktion und am Vertrieb der Landser-CDs mitgewirkt hatten, waren V-Personen für verschiedene Behörden oder wurden in ihrer Kommunikation überwacht, darunter Mirko Hesse und Ralf Marschner, die beide dem Bundesamt für Verfassungsschutz berichteten. Werners Beschuldigtenvernehmung und ein Beschluss des Kammergerichts zum Landser-Verfahren wurden im Brandschutt der letzten NSU-Wohnung gefunden. Die Akten zur Band beim Verfassungsschutz Berlin wurden im Jahr 2012 entsorgt, die Sprecherin des Verfassungsschutzes sprach von einem bedauerlichen Versehen. 2013 gab der Verfassungsschutz an, sieben der 34 geschredderten Landser-Dokumente wieder rekonstruiert zu haben.

## Bedeutung
Das Berliner Kammergericht bezeichnete Landser als „bedeutendste deutsche Kultband im rechtsradikalen Spektrum“. Der Erfolg der Band begründe sich in der vergleichsweise hohen textlichen und musikalischen Qualität der Lieder, die in dieser Hinsicht alle anderen Bands innerhalb der Szene deutlich überträfen. Der Umstand, dass die Band bis auf eine Ausnahme nicht öffentlich auftrat und im Verborgenen agierte, habe den Kultstatus der Band weiter verfestigt, der auch nach der Verhaftung ihrer Mitglieder fortbestehe. Auch der gewinnbringende Vertrieb von Merchandising-Artikeln wie etwa mit dem Logo der Band bedruckte T-Shirts belegt diesen Umstand. Einige Fans tätowierten sich das Logo der Band, ein von einem Schwert durchbohrtes stilisiertes „L“, auf den Körper.
Ein weiterer Beleg für die Anerkennung und den Bekanntheitsgrad der Band innerhalb der Szene ist, dass ihre Lieder von zahlreichen deutschen und auch ausländischen Musikgruppen gecovert wurden. So wurden etwa 2003 und 2004 von der Plattenfirma WB-Versand zwei Kompilationen mit den Titeln Landser – a Tribute und White Covers to Landser veröffentlicht, die gecoverte Landser-Stücke von insgesamt 24 Musikgruppen beinhalten, darunter 14 ausländische. Zu diesen Gruppen gehören beispielsweise Radikahl, Hauptkampflinie, Spreegeschwader, Nahkampf, Stahlgewitter, Brigade M und Bound for Glory. Die deutsche Neonazi-Band SKD veröffentlichte 2006 eine Live-CD, auf der mehrere Landser-Cover enthalten sind.
Zwischen der Band und Kadern der organisierten gewaltbereiten Neonaziszene bestanden enge Kontakte. Die Bandmitglieder waren in verschiedensten Neonazigruppen wie etwa dem Blood-and-Honour-Netzwerk engagiert, was es ermöglichte, ein international agierendes Netzwerk rund um die Band aufzubauen. In ihrem 13-jährigen Bestehen schaffte es die Band zunehmend, auch außerhalb des rechtsextremen Spektrums einen hohen Bekanntheitsgrad zu erlangen.

## Produktion und Verbreitung der Tonträger
Während die Demo-Kassette Das Reich kommt wieder noch mit amateurhaften Mitteln aufgenommen und verbreitet wurde, fand die Produktion der Studioalben in professionellen Tonstudios statt. Auch die Pressung der CDs und der Druck von Cover und Beiheften wurden von Unternehmen übernommen, die teilweise über die strafrechtlich brisanten Inhalte getäuscht wurden. Die Produktionszahlen der Studioalben bewegten sich im vier- bis fünfstelligen Bereich.
Im Gegensatz zu anderen Rechtsrock-Bands bemühten sich Landser nach Ansicht des Berliner Kammergerichts nicht darum, durch entschärfte und anwaltlich geprüfte Liedtexte eine Indizierung ihrer Tonträger zu verhindern. Da die Bandmitglieder sich der strafrechtlichen Brisanz ihrer Texte bewusst waren, fanden Aufnahme und Produktion der Studioalben im Ausland statt, wo aufgrund der anderen Gesetzeslage keine Verfolgung durch staatliche Behörden zu befürchten war. Die Tonträger wurden anschließend vom Produktionsort auf verschiedenen Wegen nach Deutschland geschmuggelt und durch Kuriere im ganzen Land verteilt. Die Band erwähnt den Einsatz solcher Kuriere in ihrem Lied Indizintro, in dem auch eine aufgezeichnete Rundfunkmeldung eingespielt wird, die über eine erfolgte Beschlagnahmung von Landser-CDs berichtet.

## Musik und Texte
Der typische Stil ist vom Hard Rock geprägt, die Band spielt aber auch akustische Musik und Balladen.
Ein häufiges Thema der Liedtexte ist die Ablehnung von als minderwertig empfundenen Volksgruppen und Andersdenkenden wie etwa Schwarzen, Türken, Juden oder Kommunisten. Dabei werden diese Personengruppen unter anderem mit abfälligen Äußerungen belegt, es wird zur Gewaltanwendung gegen sie aufgerufen oder ihre Abschiebung gefordert.
Einige Lieder nehmen konkret Bezug auf Personen des öffentlichen Lebens. So werden etwa mit Ignatz Bubis, Heinz Galinski und Michel Friedman ehemalige Präsidenten bzw. Mitglieder des Zentralrats der Juden angesprochen, ebenso werden der ehemalige Präsident des Jüdischen Weltkongresses Edgar Bronfman und der jüdische Publizist Simon Wiesenthal erwähnt. Ferner wird Rache für den erschossenen Neonazi Rainer Sonntag angekündigt.
Ein weiteres, häufig wiederkehrendes Thema ist die Ablehnung der Bundesrepublik Deutschland, zu deren Bekämpfung aufgerufen wird. Sie wird als Polizeistaat bezeichnet, ihre Politiker als Volksverräter und Besatzerknechte, da sie als Kollaborateure der alliierten Besatzungsmächte nach dem Zweiten Weltkrieg angesehen werden. Die Band nennt nach eigener Aussage das Unrecht im Lande beim Namen und sieht sich in ihrem Wirken staatlicher Willkür und Zensur ausgesetzt. Andersdenkende wie etwa Nationalisten würden unter Nichtbeachtung der Menschenrechte zu Unrecht politisch und strafrechtlich verfolgt, die Existenz einer unabhängigen Justiz wird verneint. Als selbsterklärte Bekämpfer dieser Zustände bezeichnen sich Landser als Terroristen mit E-Gitarre und Stimme der arischen Jugend. Ferner wird die Rückeroberung der nach dem Ersten bzw. Zweiten Weltkrieg an Polen verlorenen Territorien und eine Wiederkehr des Deutschen Reiches gefordert.
Die Band äußert sich ablehnend gegenüber Musikern, die sich in Liedtexten oder öffentlichen Äußerungen gegen Neonazis gewandt hatten. Den Bands Die Ärzte, Die Prinzen und Die Toten Hosen wird Opportunismus und Heuchelei vorgeworfen, die Distanzierung der Band Böhse Onkelz vom Rechtsextremismus als Verrat empfunden.
Die als Balladen gespielten Lieder haben unter anderem die Idealisierung der sogenannten arischen Rasse oder die Verehrung von szenetypischen Idolen wie Rudolf Heß oder Ian Stuart zum Inhalt.
Der germanische Gott Odin wird verehrt, das Christentum dagegen vehement abgelehnt. Jesus Christus, christliche Geistliche und der damalige Papst Johannes Paul II. werden mit abfälligen Äußerungen belegt. Der heutige Einsatz der Kirche für Frieden und Menschlichkeit wird gegenüber der damaligen Inquisition und Hexenverbrennung als heuchlerisch empfunden.
Einige Titel enthalten keine strafrechtlich brisanten Textpassagen, so etwa einige Balladen und Trinklieder. Diese Titel wurden unter Verwendung abgeänderter Bandnamen wie etwa Tanzorchester Immervoll oder schlicht L. auf mehreren nicht indizierten Zusammenstellungen wiederveröffentlicht.

### Anleihen aus Musik und Film
Als Grundlage für die Musikstücke dienten wie bei Ran an den Feind teilweise nationalsozialistische Militärlieder (Bomben auf Polenland beziehungsweise später Bomben auf Engelland von Norbert Schultze), deren rechtsextremes Gedankengut und ein Großteil des Inhalts ebenso wie die Akustik beibehalten wurde.
Gleich zwei Lieder bedienen sich Melodien der Beatles: Rechtsradikal basiert auf Yellow Submarine, während das Lied ZAst-Song an I Want to Hold Your Hand angelehnt ist. Letzteres nimmt in einer Strophe im Liedtext Bezug auf die Beatles als Melodiegeber.
Einige Lieder geben kurze Filmszenen im Originalton wieder, so etwa Polacken Tango (aus der DDR-Fernsehserie Archiv des Todes), In den Bergen von Ruanda (Die Kammer) und Xenophobia (Romper Stomper). In diesen Szenen werden Angehörige der im jeweiligen Lied besungenen Volksgruppe rassistisch beleidigt. In Fridericus Rex wird eine fiktive Rede Friedrichs des Großen aus dem NS-Propagandafilm Der große König und darauffolgend die Melodie des preußischen Militärmarsches Der Hohenfriedberger eingespielt.

## Diskografie
Nahezu jeder veröffentlichte Tonträger wurde von der Bundesprüfstelle für jugendgefährdende Medien indiziert (Verbreitung an Kinder und Jugendliche untersagt), weswegen auch eine Vielzahl an Bootlegs im Umlauf sind. Mehrere Veröffentlichungen, die nach dem 1. April 2003 indiziert wurden, unterliegen dem absoluten Verbreitungsverbot (Teil B der Liste der jugendgefährdenden Medien) und dürfen somit auch nicht unter Erwachsenen verbreitet werden.

### Demoaufnahmen
- 1992: Das Reich kommt wieder, Musikkassette (indiziert seit dem 30. November 1993), unter dem Namen Berlin bleibt deutsch 1996 als CD-Ausgabe erschienen (indiziert seit dem 27. März 1997)

### Studioalben
- 1995: Republik der Strolche (indiziert seit dem 28. September 1996, Vinyl-Neuauflage seit 9. November 2015)
- 1998: Deutsche Wut – Rock gegen Oben (indiziert seit dem 31. August 2004, Liste B, beschlagnahmt)
- 2000: Ran an den Feind (indiziert seit dem 31. März 2001)

### Sonstige
- 1998: Guess Who's Coming... To Dinner (Gemeinschaftsalbum, u. a. mit Bound for Glory und People Haters, indiziert seit Mai 2002[41])
- 2001: Amalek (zusammen mit Stahlgewitter und Hauptkampflinie, indiziert seit dem 28. März 2002)
- 2001: Best of Landser (indiziert seit dem 30. September 2005, Liste B)
- 2001: Best (indiziert seit dem 29. Dezember 2006, Liste B)
- 2001: Guess Who's Coming for Seconds (Gemeinschaftsalbum, u. a. mit Bound for Glory und People Haters, indiziert seit April 2007 (Liste B)[42])
- 2002: Final Solution: The Early Years (Probeaufnahmen, noch unter dem Namen Endlösung; indiziert seit dem 30. Juni 2005, Liste B)
- 2002: Tanzorchester Immervoll …jetzt erst recht (Zusammenstellung von strafrechtlich unbedenklichen Liedern)
- 2003: Rock gegen ZOG hepp hepp! …und noch einmal (Probeaufnahmen)
- 2018: Live in Berlin 1992 (Sniper Records, basierend auf einem Bootleg von 1992, indiziert seit dem 2. Juli 2019[43])